# Stenoloba nivilinea
Stenoloba nivilinea är en fjärilsart som beskrevs av John Henry Leech 1888. Stenoloba nivilinea ingår i släktet Stenoloba och familjen nattflyn. Inga underarter finns listade i Catalogue of Life.